# Catherine Cherix Favre
Catherine Cherix Favre, née à Bex en 1955 et morte le 8 octobre 2011 à Lausanne, est une éducatrice spécialisée et écrivain vaudoise.

## Biographie
Née à Bex en 1955, mariée, Catherine Cherix Favre vit à Chardonne en Suisse. Sa formation inclut l'école obligatoire en division prégymnasiale et l'école d'études sociales à Lausanne. Éducatrice, elle travaille dans une structure d’ateliers protégés, avec des personnes mentalement handicapées.
Elle est membre de l’Association vaudoise des écrivains depuis 2002 et du Café aux Lettres (rencontres littéraires mensuelles) depuis sa fondation en 2005. Nouvelliste, Catherine Cherix Favre a participé à plusieurs ouvrages collectifs, publiés par les éditions de l'Aire, Public-Libris et Campiche. En 2009, elle publie son premier recueil de nouvelles La foire aux sentiments. 

## Publications
- 2011, La Source des Conflits[3], recueil de nouvelles, Éditions Plaisir de Lire.
- 2009, La Foire aux sentiments[4], recueil de nouvelles, Éditions Plaisir de Lire.
- 2007, Jour de Marché, publié dans Sillages (revue AVE). Soldes, publié dans Sillages et Le Scribe. Ne le répétez pas, publié dans Le Scribe.
- 2005 Renaissance, Voleur d’arbre, Histoire d’A, Ruska, Blanc-estoc, dans collectif Du pinceau à la plume. Éd. Publi-Libris. Textes inspirés par des aquarelles de Bernard Völlmy. L’invitation, dans collectif Dis-moi ton ange. Éd. Publi-Libris.
- 2004 Tête-à-tête, texte inspiré d’une peinture de H. Miesch, publié dans Zeit.Insel. Ed. Kreativwerkstatt factory, Soleure et conTAKT’03. Dérapage, publié dans Le Scribe.
- 2003 Parking, publié dans Le Scribe. Lettre à Ella Maillart, lue par une comédienne à Chandolin.
- 2002 Bancs publics et Jardin public, publiés dans Le Scribe.
- 1997 Flagrant délit, publié dans la revue littéraire Écriture 49.

## Prix littéraires et mentions
- 2007, Grand Prix de l’Originalité au 11e concours littéraire international du CEPAL, Thionville pour La foire aux sentiments et autres textes. Catégorie recueil.
- 2006 Mention pour Ainsi va la vie. Concours du Scribe d’Or, Moudon
- 2005 Mention pour Loterie. Concours du Scribe d’Or, Moudon.
- 2003 Mention pour « Avenir compromis » et Dégâts collatéraux. Concours du Scribe d’Or, Moudon.
- 2002 Mention pour Objectif revu à la baisse. Concours du Scribe d’Or, Moudon.
- 2001 Mention pour Rencontre. Concours du Scribe d’Or, Moudon.
- 1999 Prix Landry pour Chasseurs de rêves[5]. Collectif Rêves, Éd. de l’Aire, Vevey.
- 1996 Finaliste du 8e prix Georges-Nicole.